# 菅茶山
菅 茶山（かん ちゃざん（さざん）、延享5年2月2日（1748年2月29日）- 文政10年8月13日（1827年10月3日））は、江戸時代後期の儒学者・漢詩人。諱は晋帥（ときのり）。字は礼卿。通称は太仲・太中。幼名は喜太郎、百助。備後国安那郡川北村（現広島県福山市神辺町）の出身。

## 経歴
農業・菅波久助の長子として生まれる。茶山が生まれ育った神辺は、山陽道の宿場町として栄えていたが、賭け事や飲酒などで荒れていた。学問を広めることで町を良くしようと考えた茶山は、京都の那波魯堂に朱子学を学び、和田東郭に古医方を学んだ。京都遊学中には高葛陂の私塾にも通い、与謝蕪村や大典顕常などと邂逅した。
故郷に帰り、1781年（天明元年）頃、神辺（現在の福山市）に私塾黄葉夕陽村舎（こうようせきようそんしゃ）を開いた。皆が平等に教育を受けることで、貧富によって差別されない社会を作ろうとした。
塾は1796年（寛政8年）には福山藩の郷学として認可され廉塾と名が改められた。茶山は1801年（享和元年）から福山藩の儒官としての知遇を受け、藩校弘道館にも出講した。化政文化期の代表的な詩人として全国的にも知られ、山陽道を往来する文人の多くは廉塾を訪ねたという。詩集『黄葉夕陽村舎詩』が刷られている。（復刻版は葦陽文化研究会編、児島書店、1981年（昭和56年））
廉塾の門人には、頼山陽・北条霞亭など多数。墓所は神辺網付谷にある。
大正4年（1915年）、従四位を追贈された。
「廉塾ならびに菅茶山旧宅」は1953年（昭和28年）に国の特別史跡に指定された。2014年（平成26年）8月21日には「菅茶山関係資料」が国の重要文化財に指定された。